# Xã Belle Prairie, Quận Livingston, Illinois
Xã Belle Prairie (tiếng Anh: Belle Prairie Township) là một xã thuộc quận Livingston, tiểu bang Illinois, Hoa Kỳ. Năm 2010, dân số của xã này là 135 người.